# Recensement des États-Unis de 1980
Le recensement des États-Unis de 1980 est un recensement de la population lancé en 1980 le 1er avril aux États-Unis qui comptaient alors 226 545 805 habitants.